# Сан Николо д'Арчидано
Сан Николо д'Арчидано (итал. San Nicolò d'Arcidano) је насеље у Италији у округу Ористано, региону Сардинија.
Према процени из 2011. у насељу је живело 2580 становника. Насеље се налази на надморској висини од 13 м.

## Становништво
Према резултатима пописа становништва 2011. у општини је живело 2.811 становника.
| 1931. | 1936. | 1951. | 1961. | 1971. | 1981. | 1991. | 2001. | 2011. |
| ----- | ----- | ----- | ----- | ----- | ----- | ----- | ----- | ----- |
| 1.514 | 1.833 | 2.119 | 2.316 | 2.594 | 2.921 | 2.869 | 2.912 | 2.811 |